# Francis E. Warren Air Force Base

i7
i11
i13

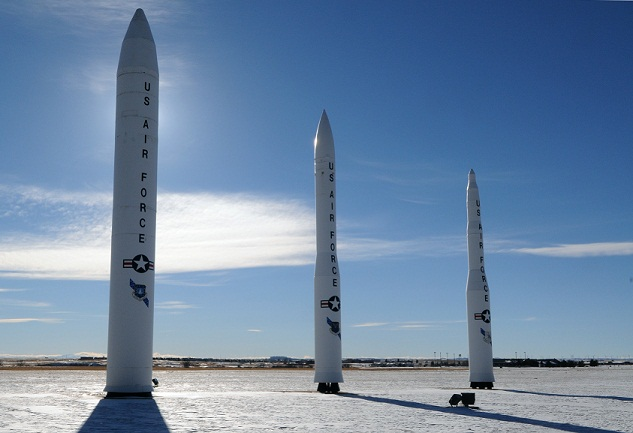
Ausgestellte Interkontinentalraketen auf der Warren Air Force Base

Die Francis E. Warren Air Force Base (kurz F.E. Warren AFB, IATA-Code: FEW, ICAO-Code: KFEW) ist eine Basis der US-amerikanischen Luftwaffe bei Cheyenne, Wyoming.
Die Warren AFB ist der Standort des 90th Missile Wing (90 MW), der der Twentieth Air Force, Air Force Global Strike Command, unterstellt ist. Der 90 MW betreibt die Interkontinentalrakete LGM-30G Minuteman III.
Rund 3000 Personen wohnen auf der Basis. Sie ist nach Francis E. Warren benannt, einem Politiker aus Wyoming und Schwiegervater von John J. Pershing.

## Geschichte
Die Geschichte der Basis reicht bis zum Railroad Act von 1862 zurück, als Präsident Abraham Lincoln und der Kongress Pläne für die transkontinentale Eisenbahn aufstellten. Die Pläne sahen eine militärische Anlage am Osthang der Rocky Mountains im Wyoming-Territorium vor, um die Arbeiter der Union Pacific Railroad vor feindlichen Indianern zu schützen. Aus diesen Pionierzeiten entwickelte sich die Basis von einem Infanterie- und Kavallerieposten zur größten und modernsten strategischen Raketenbasis der US-Luftwaffe.

### U.S. Army
Am 4. Juli 1867 errichtete die Union Pacific Railroad ihren Hauptsitz für die Bergregion in Crow Creek Crossing, später bekannt als Cheyenne. Einige Wochen später zog die US-Kavallerie von ihrem provisorischen Hauptquartier in Cheyenne 3 Meilen (5 km) westlich und errichtete dort Fort D. A. Russell.
Im Jahr 1876 nahmen Truppen aus Fort Russell an den Sioux-Indianerkriegen teil, in denen auch die Truppen von Oberstleutnant George Armstrong Custer besiegt wurden.
Aufgrund seiner strategisch günstigen Lage wurde Fort Russell 1884 zu einem permanenten Stützpunkt erklärt.
Im Jahr 1885 ordnete das Kriegsministerium den Umbau des Stützpunktes an, um acht Infanteriekompanien unterbringen zu können. Die Armee errichtete für 100.000 Dollar 27 rote Backsteingebäude, um die älteren Holzkonstruktionen zu ersetzen, und pflanzte Tausende von Bäumen. Viele der frühen Backsteingebäude waren Stallungen, in denen fast 20.000 Pferde und Maultiere untergebracht waren. Von 1885 bis 1930 wurden mehr als 220 Backsteingebäude errichtet, von denen die meisten noch heute genutzt werden. Die letzte Erweiterung der Basis erfolgte zu Beginn des 20. Jahrhunderts, als entlang der Randall Avenue große Baracken gebaut wurden.
Im Jahr 1866 bildete der Kongress vier schwarze Regimenter: die 9. und 10. Kavallerie sowie die 24. und 25. Infanterie. Die 25. Infanterie war die einzige Einheit, die nicht in Fort D. A. Russell stationiert war. Schwarze Soldaten wurden „Buffalo Soldiers“ genannt, ein Titel, der von den amerikanischen Ureinwohnern stammt, die die Soldaten mit dem spirituellen Büffel verglichen.
Im Jahr 1898 gewann der Posten durch den Spanisch-Amerikanischen Krieg erneut an Bedeutung. Kurz nachdem Präsident William McKinley eine Botschaft an den Kongress gesandt hatte, verließ die 8. Infanterie Fort D. A. Russell in Richtung Kuba. Später im selben Jahr wurde die Wyoming National Guard in den Dienst des Postens einberufen und brach zu ihrem Einsatz auf den Philippinen auf. In der Schlacht von Manila war die Guard das erste Bataillon, das die Stadtmauern erreichte und die amerikanische Flagge hisste. Im Jahr 1901 kehrten Truppen aus Fort Russell auf die Philippinen zurück, um einen Aufstand für die Unabhängigkeit während des Philippinisch-Amerikanischen Krieges niederzuschlagen und damit den Grundstein für die Besetzung zu legen. Sie kehrten mit einer 1557 gegossenen Queen-Mary-Tudor-Kanone und zwei der drei Balangiga-Glocken zurück, die von den Aufständischen als Signal für einen Hinterhalt auf amerikanische Truppen verwendet worden waren. Die Glocken wurden 2018 an die Philippinen zurückgegeben. Die sieben Fuß hohe Kanone, die einzige ihrer Art in Amerika, ist in der Nähe des Fahnenmasts der Basis ausgestellt.
Im Jahr 1906 empfahl Kriegsminister William Howard Taft, Fort Russell zu einem Stützpunkt in Brigadegröße auszubauen. Bis 1910 hatte sich die Fläche des Stützpunkts durch den Bau von Unterkünften aus rotem Backstein, zweistöckigen Kasernen, Büros und Ställen verdreifacht. In dieser Zeit wurden dort Artillerieeinheiten stationiert, und die Anlage wurde vergrößert, um die Ausbildung der Truppen mit den neuesten Waffen des 20. Jahrhunderts zu ermöglichen.
Von 1913 bis 1916, während der mexikanischen Revolution, waren Artillerieeinheiten des Forts entlang der Grenze stationiert, um zu verhindern, dass der Konflikt auf amerikanischen Boden übergriff. Während des Ersten Weltkriegs diente der Stützpunkt als Mobilisierungsort und Ausbildungsstätte für Feldartillerie- und Kavalleriegruppen. Zu Beginn des Ersten Weltkriegs war Fort Russell zu einem der größten Militärstützpunkte der Vereinigten Staaten geworden.
Was heute als „Quartier Nr. 2“ bekannt ist, war ab 1885 das Wohnhaus des Kommandanten der Garnison. Traditionell bewohnte der Kommandant immer das größte Haus des Stützpunktes. Daher zog der Kommandant 1903 in das „Quartier Nr. 8“, als dieses fertiggestellt wurde. Das „Quartier Nr. 2“ wurde dann der Familie von Captain John „Black Jack“ Pershing zugewiesen, der später während des Ersten Weltkriegs die amerikanischen Streitkräfte in Europa befehligte. Pershing heiratete die Tochter des US-Senators Francis E. Warren, aber sie zog es vor, bei ihrem Vater zu bleiben, wenn ihr Mann auf Feldzug war. Pershing wurde innerhalb von zwei Jahren nach seiner Heirat um vier Ränge von Rang eines Captain zum Brigadegeneral befördert, nachdem der Senat seine Nominierung durch Präsident Theodore Roosevelt mit Hilfe des Einflusses seines Schwiegervaters gebilligt hatte.
Im Jahr 1927 verließen die letzten Kavallerieeinheiten die Anlage und beendeten damit 60 Jahre Kavalleriegeschichte in Fort Russell. Präsident Hoover gab 1930 eine Proklamation heraus, mit der der Stützpunkt zu Ehren des ersten Staatsgouverneurs von Wyoming in „Fort Francis E. Warren“ umbenannt wurde. Weitere bekannte Persönlichkeiten, die hier stationiert waren, sind General Billy Mitchell (der „Vater der amerikanischen Luftwaffe“), General Mark Clark, Brigadegeneral Benjamin O. Davis Sr. (erster schwarzer General der amerikanischen Streitkräfte), Dr. Walter Reed und Sänger Sammy Davis Jr., der Entertainer Chris LeDoux wuchs in der Warren AFB auf.
Während des Zweiten Weltkriegs war Fort Warren das Ausbildungszentrum für bis zu 20.000 Angehörige des Quartermaster Corps. Mehr als 280 Holzgebäude ohne Isolierung und Innenwände wurden errichtet, um die gestiegene Zahl an Soldaten vorübergehend unterzubringen. Im strengen Winter von Wyoming bedeutete das Aufwachen in diesen Baracken oft, dass man den Schnee von seiner Decke schütteln musste, bevor man sich auf den Weg zu den ebenso kalten Gemeinschaftsduschen machte. Zu dieser Zeit wurde auch ein Kriegsgefangenenlager errichtet.

### U.S. Air Force
Am Ende des Zweiten Weltkriegs hatten Stadtbeamte in Spokane, Washington, versucht, die gemeinsame Nutzung von Einrichtungen in Geiger Field, Spokane, zu erzwingen, die das Air Training Command (ATC) als Ausbildungszentrum für Luftfahrtingenieure genutzt hatte. Die Army Air Forces lehnten die gemeinsame Nutzung von Einrichtungen mit zivilen Behörden ab, sodass ihr Hauptquartier das ATC anwies, die Ausbildungsmission von Geiger Field nach Fort Warren in Wyoming zu verlegen.

#### Air Training Command 1947–1958

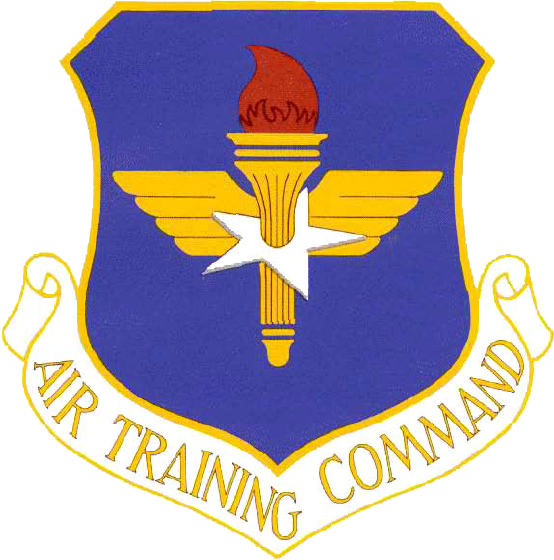
Wappen des Air Training Command

Am 1. Juni 1947 übernahm das Air Training Command die Zuständigkeit für Fort Warren, die 463rd Air Force Base Unit wurde zur Verwaltung der Unterstützungseinrichtungen aktiviert und die 3450th Technical Training Wing wurde zur Durchführung der Ausbildung aktiviert. Die Ausbildung begann am 7. Juli 1947. Im September 1947 wurde Fort Warren zusammen mit anderen Einrichtungen der Army Air Force in die neu gegründete United States Air Force überführt.
Am 7. Oktober 1949 wurde Fort Francis E. Warren zur Francis E. Warren AFB. Infolge des Koreakriegs musste das Air Training Command Tausende von freiwilligen Reservisten trainieren; zwischen Ende Juli und Ende Oktober 1950 wurden etwa 20.000 Reservisten in den aktiven Dienst gebracht.
Als Reaktion auf Budgetkürzungen bildete das Air Training Command 1957 einen Ausschuss zur Nutzung der Stützpunkte, der alle Einrichtungen unter Berücksichtigung bestehender und zukünftiger Ausbildungsanforderungen untersuchte. Der Ausschuss kam zu dem Schluss, dass zwei Stützpunkte aufgegeben werden könnten – Francis E. Warren und Scott AFB, Illinois. Warren AFB hatte eine Reihe von Nachteilen, darunter schlechte Wetterbedingungen, die die Ausbildung auf sieben Monate im Jahr beschränkten, das Fehlen eines Flugfeldes und desolate Gebäude.
1958 erhielt das Air Training Command vom Hauptquartier der USAF die Genehmigung, seine Ausbildungsprogramme in Warren AFB auslaufen zu lassen.

#### Strategic Air Command 1958–2005
Mit Wirkung zum 1. Februar 1958 wurde die Basis vom Air Training Command an das Strategic Air Command übertragen. Die Ausbildung wurde bis zum 24. März 1959 fortgesetzt, und am 1. Mai stellte das ATC seine 3450th Technical Training Group außer Dienst.
Die 389th Air Base Group wurde am 1. Februar 1958 aufgestellt, um im Rahmen der Übertragung an das Strategic Air Command die Kontrolle über die ehemaligen ATC-Einrichtungen zu übernehmen. An diesem Tag wurde auch die provisorische 4320th Strategic Missile Wing gegründet, die für 24 Atlas-Raketenstellungen unter dem SAC verantwortlich war. Obwohl Warren nicht die erste designierte Raketenstaffel war, wurde sie die erste voll einsatzfähige ICBM-Basis der Air Force.

##### 706th/389th Strategic Missile Wing 1958–1965
Die Projektplanungen für die oberirdischen SM-65D Atlas Start- und Kontrollanlagen am „Site A“ sollten bis Mitte Mai 1958 abgeschlossen sein, der Bau bis November 1959. Durch Änderungen am Entwurf verzögerte sich das Projekt um mehrere Monate. Ende 1958 begann der Bau der Anlagen für die kürzlich aktivierte 706th Strategic Missile Wing, die die ICBMs kontrollieren sollte, 23 Meilen (37 km) nordwestlich von Cheyenne. Am 15. September 1959 ging die erste Atlas-D-Rakete, die außerhalb der Vandenberg AFB in Kalifornien stationiert wurde, an das 564th Strategic Missile Squadron, das im Warren I-Komplex stationiert war.
In Anwesenheit von General Power, dem Oberbefehlshaber des SAC, wurde der erste Atlas-D-Komplex am 9. August 1960 an die 564. SMS übergeben und für betriebsbereit erklärt.
Während die Arbeiten am Warren-I-Komplex voranschritten, schloss das Army Corps of Engineers im Februar 1959 einen Vertrag über „Warren II“ mit drei Standorten mit jeweils drei Atlas-D-Trägerraketen. „Warren-II“ war im Sommer 1960 fertiggestellt. Das 565. Strategic Missile Squadron, das am 1. Dezember 1959 aktiviert wurde, betrieb die neun Abschusssilos.
Der Standort „Warren III“, der für neun SM-65E Atlas-Raketen ausgelegt war, sollte sich über eine Fläche von 60 Quadratmeilen (160 km²) mit einzelnen „Coffin“-Startplätzen erstrecken. Der Begriff „Coffin“ wurde verwendet, weil die Rakete seitlich unterirdisch lag und das Dach des Startplatzes auf Bodenhöhe war. Diese Konfiguration bot nur begrenzten Schutz für den Werfer. Am 1. Oktober 1960 wurde das 549. Strategic Missile Squadron als letztes Atlas-E-Strategic Missile Squadron aktiviert. Das 549. Strategic Missile Squadron wurde am 1. Juli 1961 in 566. Strategic Missile Squadron umbenannt. Am selben Tag wurde die übergeordnete 706. Strategic Missile Wing aufgelöst. Die Kommandoverantwortung auf der Warren AFB wurde von der 389. Strategic Missile Wing übernommen.
Im Mai 1964, als die Atlas-D-Raketen des 565. und 565. Strategic Missile Squadron ausgemustert wurden, erhielt das 389. Strategic Missile Wing die letzte Einsatzbereitschaftsinspektion des SAC für dieses System. Im September 1964 deaktivierte das SAC die 564. Strategic Missile Squadron. Im März 1965 wurde auch die  Atlas-Es des 566. Strategic Missile Squadron deaktiviert, womit die Ausmusterung der Atlas-Rakete in Warren abgeschlossen war.

##### 90th Missile Wing 1963–2005

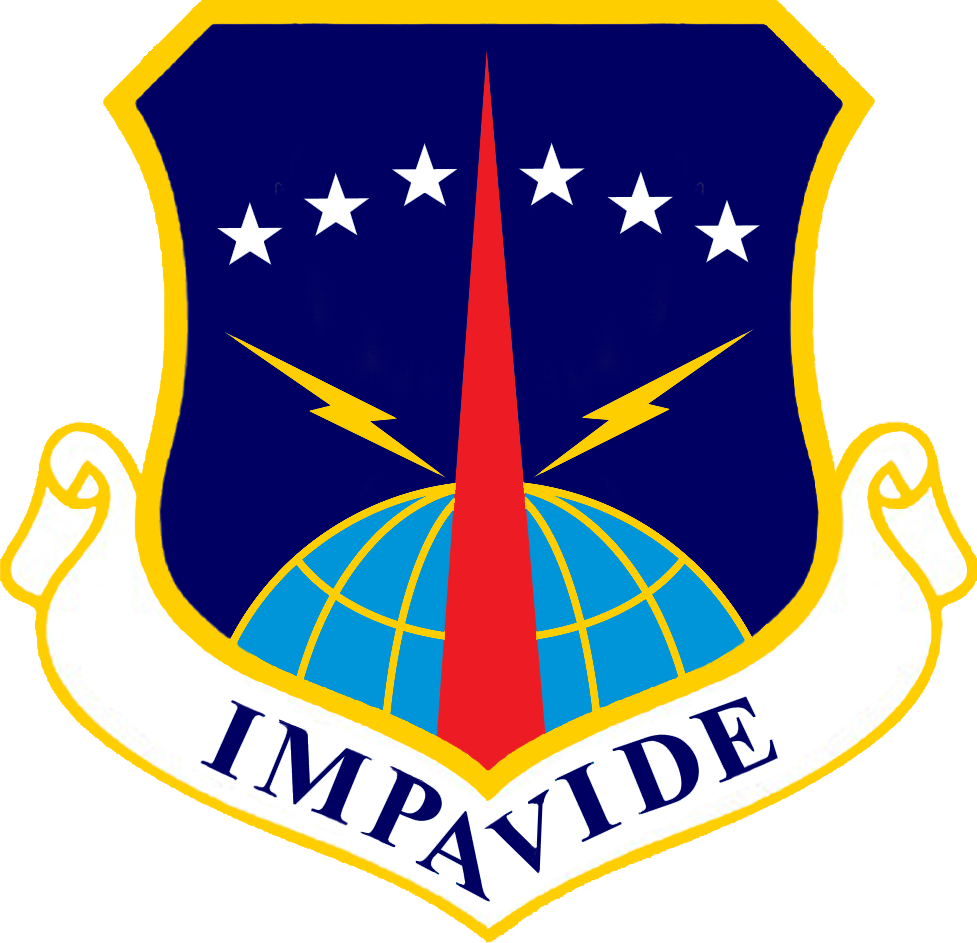
Wappen der 90th Missile Wing

Der Abzug der Atlas-Staffeln bedeutete nicht das Ende der Rolle von F.E. Warren im ICBM-Programm. Am 15. Oktober 1962 erhielt Morrison-Knudsen and Associates den Auftrag zum Bau von 200 LGM-30A Minuteman I-Raketensilos auf einer Fläche von 8.300 Quadratmeilen (21.000 km²) in Wyoming, Nebraska und Colorado, nördlich und östlich der Basis.
Am 1. Juli 1963 aktivierte die Luftwaffe die 90. Strategic Missile Wing. Im Laufe des folgenden Jahres wurden vier Strategic Missile Squadron aktiviert, wobei die 400. Strategic Missile Squadron am 1. Juli 1964 als letzte LGM-30 Minuteman I „B“-Einheit ihren Dienst aufnahm.
Im November 1972 startete das SAC das „Minuteman Integrated Improvement Program“. Das Programm umfasste die Verstärkung der Silos und die Aufrüstung der Befehlsdatenpuffer in den Abschusskontrollanlagen, was eine schnellere Neuausrichtung der Raketen ermöglichte. Nach der Umstellung auf die LGM-30G Minuteman III wurde das letzte Minuteman-IB-Modell im September 1974 aus dem Alarmstatus genommen.
Minuteman III-Raketen waren von 1974 bis 1986 in den Silos stationiert. Am 22. November 1982 verkündete Präsident Ronald Reagan in einer Erklärung vor dem Kongress seine Absicht, die MX-Rakete mit dem Codenamen „Peacekeeper“ (später als LGM-118 Peacekeeper bezeichnet) in besonders gehärteten Silos auf der Warren Air Force Base zu stationieren. Im Juli 1984 begann der Bau von Unterstützungseinrichtungen für die „Peacekeeper“-Raketen auf der Warren AFB. Von 1986 bis 1988 wurden 50 Peacekeeper in die Silos nachgerüstet, die von 1974 bis 1986 vom 400. Strategic Missile Squadron mit Minuteman IIIs besetzt waren. Während dieser Zeit wurde eine Kontamination dokumentiert, die die Basis am 14. Juli 1989 zu einem Superfund-Standort machte.
Im Jahr 2002 setzte Präsident George W. Bush einen Plan in Gang, um die Raketenstreitkräfte des Landes von 6.000 auf 1.700 bis 2.200 zu reduzieren. Der russische Präsident Wladimir Putin stimmte einem ähnlichen Plan zu und unterzeichnete das Strategic Offensive Reductions Treaty. Im Rahmen dieser Reduzierung wurden die Peacekeeper-Raketen ab 2002 bis zum 16. September 2005 aus der Alarmbereitschaft genommen und deaktiviert. Das 400. Strategic Missile Squadron wurde am 19. September 2005 deaktiviert.

#### Twentieth Air Force 1991–heute
Am 1. September 1991 wurde die Twentieth Air Force vom Strategic Air Command (SAC) reaktiviert und übernahm die Verantwortung für alle landgestützten Interkontinentalraketen. Am 1. Juni 1992 wechselte Warren vom inaktivierten SAC zum neu gegründeten Air Combat Command und am 1. Juli 1993 zum Air Force Space Command. Diese Umstrukturierung sollte die Ähnlichkeiten zwischen Raketenstarts und Weltraumstarts nutzen. Die 90th Strategic Missile Wing wurde ebenfalls in 90th Missile Wing umbenannt.
Im Jahr 1995 war die 90. Missile Wing die erste Raketenbasis, die die Minuteman III-Startkontrollzentren mit der Rapid Execution And Combat Targeting-Modifikation aufrüstete. Die bestehenden Startkontrollzentren waren seit den frühen 1960er Jahren nicht wesentlich modernisiert worden. REACT ersetzte die Befehls- und Kontrollkonsolen durch eine einzige, integrierte Computer-Verarbeitungskonsole.
Am 1. Oktober 1997 wurde die 90th Missile Wing zur 90th Space Wing umbenannt.
Mit der Ratifizierung des Vertrags über die Reduzierung strategischer Waffen I hatten die USA bis Dezember 2001 Zeit, ihr Atomwaffenarsenal abzubauen.
Die Kommission zur Neuausrichtung und Schließung von Militärstützpunkten (Base Realignment and Closure) aus dem Jahr 2005 empfahl keine wesentlichen Änderungen am derzeitigen Betrieb des Stützpunktes.
Am 1. Juli 2008 wurde die 90th Space Wing auf Anordnung des scheidenden Stabschefs der Luftwaffe, General T. Michael Moseley, wieder in 90th Missile Wing umbenannt, um die Einheit wieder auf die nukleare Sicherheitsmission auszurichten.
Am 1. Dezember 2009 wurde die Twentieth Air Force zusammen mit allen anderen US-amerikanischen Interkontinentalraketen und Bombern mit ähnlichen Aufgaben unter ein einziges Kommando gestellt, das Air Force Global Strike Command mit Hauptsitz auf der Barksdale AFB, Louisiana.
Am 23. Oktober 2010 kam es aufgrund eines Hardwarefehlers zu einer kurzzeitigen teilweisen Unterbrechung der Kommunikation zwischen der Basis und 50 Raketen.